# Delphyre pyrozona
Delphyre pyrozona är en fjärilsart som beskrevs av Druce 1905. Delphyre pyrozona ingår i släktet Delphyre och familjen björnspinnare. Inga underarter finns listade i Catalogue of Life.